# Lambert Meyer

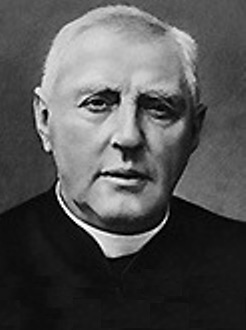
Lambert Meyer

Franz Lambert Meyer (* 29. Januar 1855 in Essen (Oldenburg); † 2. Februar 1933 in Vechta) war ein deutscher katholischer Priester und Bischöflicher Offizial des oldenburgischen Teils der Diözese Münster mit Dienstsitz in Vechta.

## Lebensweg
Meyer wurde als Sohn von Christian Meyer und dessen Ehefrau Josephine geb. Fresenburg in der Oldenburger Gemeinde Essen geboren. Er besuchte die Realschule in Quakenbrück und anschließend ab 1871 das Lehrerseminar in Vechta. Von dort wechselte er 1872 an das Gymnasium und schloss seine Schulbildung in Herbst 1876 mit dem Abitur ab. Von 1876 bis 1880 studierte er dann sechs Semester Philosophie und Theologie an der Akademie in Münster und setzte sein Studium dann für ein weiteres Jahr am Collegium Willibaldinum in Eichstätt fort. Dort empfing er am 18. Juli 1880 die Priesterweihe. 1880 kehrte er in das Oldenburger Land zurück und war ab 1880 zunächst Schulvikar in Quakenbrück und ab 1884 Kaplan und Religionslehrer am Gymnasium in Oldenburg. Dort wirkte er parallel auch noch als Seelsorger im Gefängnis und in der Irrenheilanstalt zu Wehnen, als Rendant des Pius-Hospitals und als Präses des Gesellenvereins.
Ab 1901 war Meyer dann Pfarrer in Friesoythe. In seiner Amtszeit konnte Meyer seine Gemeinde entscheidend entwickeln, so wurde die Pfarrkirche im neogotischen Stil erbaut, das Krankenhaus erweitert und eine höhere Mädchenschule gegründet. Für seine Verdienste wurde Meyer später mit der Ehrenbürgerschaft der Stadt Friesoythe ausgezeichnet. Ab 1910 war Meyer außerdem zusätzlich Prosynodalexaminator für den oldenburgischen Teil des Bistums Münster.
Am 20. Juni 1922 wurde Meyer dann zum Bischöflichen Offizial des Bistums Münster ernannt und am 19. Juli 1922 in sein Amt eingeführt. Sein Dienstsitz befand sich in Vechta. Zugleich wurde ihm ein Ehrenkanonikat am Dom zu Münster verliehen und er wurde zum Päpstlichen Hausprälaten ernannt. Außerdem wurde er auch Vorsitzender des Katholischen Oberschulkollegiums. Durch das Inkrafttreten der Verfassungen der Weimarer Republik und des Freistaats Oldenburg, in denen die Trennung von Kirche und Staat festgeschrieben wurde, mussten die Beziehungen zwischen Kirche und Staat neu geordnet werden. Meyer konnte diese Verhandlungen, die bereits von seinem Vorgänger begonnen worden waren, abschließen und die weitgehende Befreiung der katholischen Kirche von der staatlichen Aufsicht erwirken. Diese war eigentlich schon 1921 auf dem Verordnungswege erfolgt, jedoch auf Gesetzesbasis von der oldenburgischen Regierung hinausgezögert worden, weil diese abwarten wollte, wie größere Länder, insbesondere Preußen, die neue Situation regelten. Die Übereinstimmung der Rechtsstellung der Kirche mit dem neuen Verfassungsrecht konnte aber schließlich durch das Gesetz vom 14. April 1924 mit dem irreführenden Titel betreffend die Berechtigung der katholischen Kirche zur Erhebung von Steuern erreicht werden. Damit erlangte die Kirche als Körperschaft des öffentlichen Rechts die volle Selbständigkeit und die Selbstverwaltung ihrer Angelegenheiten. Als Offizial erließ Meyer im Anschluss an die neue Gesetzgebung am 8. Juni 1924 dann die entsprechende „Kirchengemeindeordnung für den oldenburgischen Teil der Diözese Münster“ sowie eine Wahlordnung vom 15. Juli 1924 für die Wahl der Kirchenausschüsse. In der Folge konnte Meyer verhindern, dass der Heilige Stuhl den Oldenburger Anteil der Diözese Münster bei den Verhandlungen über das Preußenkonkordat 1927/28  dem Bistum Osnabrück zuteilte, indem er auf die besonders günstige staats- und kirchenrechtliche Stellung des Offizialatsbezirks hinwies. Gegen Ende seiner Amtszeit konnte er die Auflösung des Katholischen Oberschulkollegiums allerdings nicht verhindern, die im September 1932 nach der Regierungsübernahme der Nationalsozialisten beim Wahlsieg der NSDAP vom 29. Mai 1932 im Freistaat Oldenburg vorgenommen wurde, um den Einfluss der Kirchen auf die Schulen auszuschalten. Stattdessen wurden – vorläufig – eine katholische und eine evangelische Abteilung im Ministerium der Kirchen und Schulen gebildet. Die späteren Auseinandersetzungen mit dem nationalsozialistischen Regime erlebte Meyer durch seinen Tod 1933 nicht mehr. Ihm folgte Franz Vorwerk im Amt als Bischöflicher Offizial.